# Histrionisk personlighedsforstyrrelse
Histrionisk personlighedsforstyrrelse (HPF) er en personlighedsforstyrrelse karakteriseret ved et mønster af overdreven opmærksomhedssøgning, som ofte starter i den tidlige voksenalder. Personer med diagnosen er ofte meget livlige, dramatiske, entusiastiske og følsomme. HPF er diagnosticeret fire gange oftere hos kvinder end hos mænd. Man mener, at 2-3 % af den generelle befolkning kan få stillet diagnosen. Det er dog langt fra alle, der nogensinde får den stillet.

## Tegn og symptomer
Personer med HPF er ofte velfungerende, både socialt og professionelt. De har ofte gode sociale færdigheder, selvom de har en tendens til at manipulere andre for at få sig selv til at være centrum for opmærksomhed.  HPF påvirker dog alligevel ofte patientens sociale og romantiske forhold såvel som evnen til at håndtere egne nederlag og fiaskoer.
Personer med HPF har ofte svært ved at opfatte deres personlige situation realistisk, da de har en tendens til at dramatisere og overdrive egne vanskeligheder. Fordi de har en trang til spænding, og fordi de let keder sig, sætter de ofte sig selv i risikable og farlige situationer. Alle disse faktorer fører til en forhøjet risiko for at udvikle depression.
Andre karakteristika omfatter:
- Søger konstant at opnå andres godkendelse.
- Overdreven følsomhed over for kritik og misbilligelse.
- Stolt over egen personlighed og er ikke villig til at ændre sig selv, da de ser forandring som en trussel.
- Upassende udseende eller opførsel af seksuel karakter.
- Overdriver eller forfalsker fysisk eller psykisk sygdom for at få opmærksomhed.
- Behov for at være centrum for opmærksomhed.
- Hurtigt skiftende humør, som kan virke overfladisk eller overdrevet for andre.
- Giver andre skylden for egne fejl eller skuffelser.
- Bliver let påvirket af andre, særligt personer, der behandler dem billigende.[5]
- Er overdrevent dramatisk eller følsom.[4]